# Jalen Slawson
Jalen Brooks Slawson, né le  22 octobre 1999 à Charleston en Caroline du Sud, est un joueur américain de basket-ball évoluant aux postes d'ailier et ailier fort. Il mesure 1,99 m.

## Biographie

### Carrière universitaire
Entre 2018 et 2023, il joue pour les Paladins de Furman (en).

### Carrière professionnelle
Il est choisi en 54e position par les Kings de Sacramento lors de la draft 2023 de la NBA. Il signe, début juillet 2023, un contrat two-way avec les Kings.

## Palmarès et distinctions individuelles

### Universitaires
- Joueur de l'année de la Southern Conference (SoCon) (2023)
- SoCon Defensive Player of the Year (2022)
- 2× First-team All-SoCon (2022, 2023)